# Kostel svaté Anny (Přibyslavice)
Kostel svaté Anny je filiální kostel Římskokatolické farnosti Přibyslavice a kulturní památka v Přibyslavicích. Těsně sousedí s novějším poutním kostelem Narození Panny Marie. Je pozůstatkem starého přemyslovského dvorce, a náleží proto k nejstarším stavbám na Moravě.

## Historie
Historie kostela svaté Anny sahá do doby přemyslovského dvorce. Přibyslavice bývaly osadou na lovětínské stezce. Místního faráře Jeronýma zmiňuje listina Přemysla Otakara I. daná v Hulíně roku 1224. V kostele a nejbližším okolí byl v druhé polovině 20. století prováděn archeologicko-stavební výzkum Západomoravského muzea (1968–1973), na nějž navázal stavebně-historický průzkum Filozofické fakulty Univerzity Jana Evangelisty Purkyně v Brně (1977–1980). Z výzkumu vyplynulo, že stavba kostela je datována druhou třetinou nebo druhou polovinou 12. století. Zbudován byl v románském slohu jako jednolodní tribunový kostel s půlkruhovou apsidou. Pravoúhlý presbytář a možná i věž jsou pozdější. V bezprostředně sousedící patrové budově, taktéž rozšířené a datované k počátku 13. století, sídlila jak duchovní tak fiskální správa.
Vnitřní umělecká výzdoba měla vzít za své v době, když kostel spravovali před rokem 1622 evangelíci: odstraněny měly být všechny obrazy, sochy i oltáře a vnitřní a vnější kresby měly být zalíčeny vápnem. Gotický obraz Panny Marie držící Ježíška byl uctíván již v 16. století. I přes své zalíčení byl i nadále patrný. Lidé ho uctívali, a když nastala první zázračná uzdravení přisuzovaná moci tohoto obrazu, stal se prostor před obrazem poutním místem. Z roku 1715 se dochovalo svědectví, že jakkoliv byla ostatní vnější malba kostela zničená dešti, až byl vidět stavební kámen, posvátný obraz si malbu držel. Ochrany se obraz dočkal zbudováním kaple v roce 1724 a posléze poutního kostela.
Současné patrocinium – anenské – kostela pravděpodobně není původní. Je možné, že bývalo mariánské. V 60. letech 17. století je doloženo patrocinium svatého Gotharda.
Mezi roky 2010 a 2018 byly postupně opraveny střechy a krovy obou spojených kostelů, cílem bylo zachování a oprava původních krovů. Byla sejmuta helmice kostelní věže a následně byla opravena. Ta byla po rekonstrukci navrácena na kostelní věž a byla instalována i korouhev. Následně by měla započít rekonstrukce vnějších fasád kostelů. To se nakonec stalo v letech 2019 a 2020.

## Odkazy

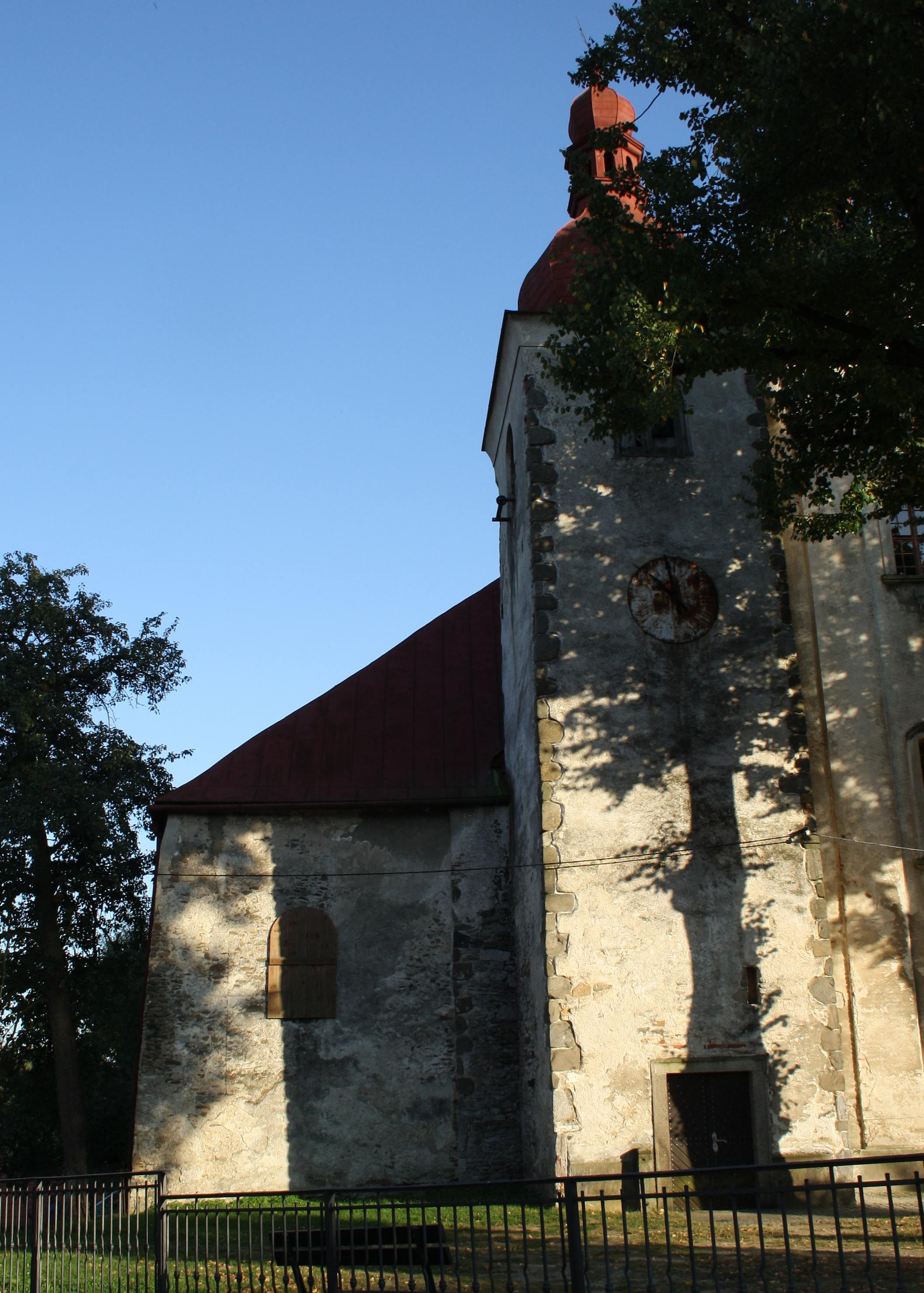
Věž kostela